# Alan Pauls
Alan Pauls (Buenos Aires, 22 aprile 1959) è uno scrittore, giornalista e critico letterario argentino.

## Biografia
Alan Pauls è nato a Colegiales, quartiere di Buenos Aires, il 22 aprile 1959.
Laureato in Lettere all'Università di Buenos Aires, ha iniziato come giornalista fondando la rivista Lecturas Críticas prima di esordire venticinquenne nel 1984 con il romanzo El pudor del pornógrafo.
Dalla pubblicazione della sua "Trilogia della Storia" – Storia del pianto, Storia dei capelli e Storia del denaro è considerato uno dei più importanti scrittori argentini contemporanei. Oltre a sette romanzi ha pubblicato sei saggi di critica letteraria tra i quali uno su Jorge Luis Borges e uno su Manuel Puig.
Nel 2003 ha vinto con Il passato (in seguito trasposto in pellicola) il Premio Herralde.

## Opere

### Romanzi
- El pudor del pornógrafo (1984)
- El coloquio (1990)
- Wasabi (1994)
- Il passato (El pasado, 2003), Milano, Feltrinelli, 2007 traduzione di Tiziana Gibilisco ISBN 978-88-07-01728-5. - Nuova ed. Roma, Sur, 2017 ISBN 978-88-6998-088-6.
- Storia del pianto, Roma, Fazi, 2009
- Storia dei capelli, Roma, SUR, 2012
- Storia del denaro, Roma, SUR, 2014
- La metà fantasma (La mitad fantasma), Roma, Sur, 2021 traduzione di Maria Nicola ISBN 978-88-6998-273-6.

#### Trilogia dell'Argentina degli anni '70
- Storia del pianto (Historia del llanto, 2007), Roma, Fazi, 2009 traduzione di Maria Nicola ISBN 978-88-6411-011-0.
- Storia dei capelli (Historia del pelo, 2010), Roma, SUR, 2012 traduzione di Maria Nicola ISBN 978-88-97505-12-9.
- Storia del denaro (Historia del dinero, 2013), Roma, SUR, 2014 traduzione di Maria Nicola ISBN 978-88-97505-40-2.

### Saggi
- Manuel Puig. La traición de Rita Hayworth (1986)
- Lino Palacio. La infancia de la risa (1995)
- Cómo se escribe. El diario íntimo (1996)
- Il fattore Borges (El factor Borges, 1996), Roma, Sur, 2016 traduzione di Maria Nicola ISBN 978-88-6998-023-7.
- La vita a piedi nudi (La vida descalzo, 2006), Roma, Sur, 2023 traduzione di Maria Nicola ISBN 978-88-6998-358-0.
- Temas lentos (2012)
- Trance: autobiografia di un lettore (Trance), Roma, Sur, 2019 traduzione di Gina Maneri ISBN 978-88-6998-163-0.

## Filmografia parziale
- Il passato (2007) regia di Héctor Babenco (soggetto)
- Medianeras - Innamorarsi a Buenos Aires (2011) regia di Gustavo Taretto (attore)